# Chromolaena guiengolensis
Chromolaena guiengolensis là một loài thực vật có hoa trong họ Cúc. Loài này được (L.Torres & Villaseñor) B.L.Turner mô tả khoa học đầu tiên.